# Товарніки
Товарніки (словац. Tovarníky) — село, громада округу Топольчани, Нітранський край. Кадастрова площа громади — 5.41 км². Протікає річка Сливниця.
Населення 1172 особи (станом на 31 грудня 2019 року).

## Історія
Товарніки згадуються 1390 року.

## Населення
| Рік:            | 1994. | 2004.   | 2014.   | 2024.   |
| --------------- | ----- | ------- | ------- | ------- |
| Кількість осіб: | 1239  | 1315    | 1431    | 1540    |
| Різниця:        |       | +6,13 % | +8,82 % | +7,61 % |

| Рік:            | 2023. | 2024.   |
| --------------- | ----- | ------- |
| Кількість осіб: | 1531  | 1540    |
| Різниця:        |       | +0,58 % |